# Miyavi (album)
A Miyavi Miyavi japán rockzenész nyolcadik stúdióalbuma, mely 2013. június 19-én jelent meg. A lemez nyolcadik helyezett volt az Oricon és a Billboard Japan slágerlistáján.

## Megjelenés
Az albumot Európában és Amerikában 2014-ben jelentette meg a Wrasse Records. A kiadott három kislemez mellett a Secret és a Guard You is kapott videóklipet.
A Day 1 66., az Ahead of the Light 21., a Horizon pedig 49. helyezett volt a Billboard Japan Hot 100 listán. A Hot 100 Airplay listáján a 63., 21. és 36. helyet szerezték meg. A Horizon 39. volt a Billboard Japan Adult Contemporary listáján.
A japán MTV Video Music Awardson a Legjobb közreműködésnek járó díjat vihette el a Day 1-ért.

## Számlista
Az összes szám szerzője Miyavi és Dan Priddy. 
| 1.  | Justice                        | 3:52 |
| 2.  | Horizon                        | 4:07 |
| 3.  | Chase It                       | 3:25 |
| 4.  | Secret                         | 2:53 |
| 5.  | Cry Like This                  | 4:09 |
| 6.  | Guard You                      | 5:27 |
| 7.  | No One Knows My Name (Slap It) | 4:24 |
| 8.  | Hell No                        | 2:13 |
| 9.  | Ahead Of The Light             | 4:27 |
| 10. | Day 1 (Album version)          | 4:16 |
| 11. | Free World                     | 3:14 |